# Grand Prix automobile des Frontières

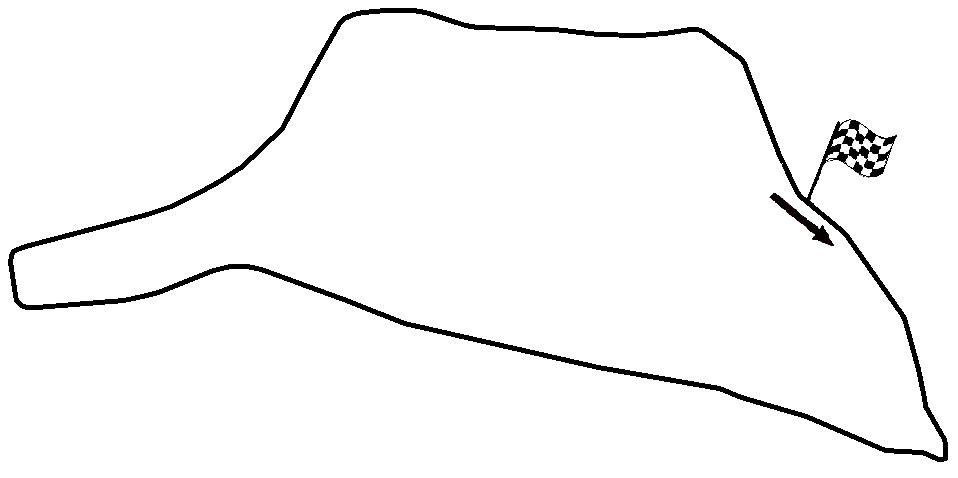
Tracé du Grand Prix automobile des frontières entre 1926 et 1991 développant une distance de 10.720 km.

Le Grand Prix automobile des Frontières, organisé par l'A.M.C. de Beaumont-Chimay, était couru sur le circuit automobile de Chimay, situé en Belgique, à la frontière entre la Belgique et la France. Le tracé original (utilisé jusqu'en 1991) développait une boucle de plus de dix kilomètres.

## Histoire
En 1925, Jules Buisseret, Gaston Hannoteaux, Alfred Lenoble et Georges Hubert créent l'Auto Moto Club Beaumont-Chimay. Rapidement Jules Buisseret propose d'organiser une épreuve locale. L'équipe de l'Auto Moto Club Beaumont-Chimay décide de suivre l'idée de Mr Buisseret, ils organisent le premier Grand Prix des Frontières sur une série de petites routes à la sortie de la ville. Il aura lieu le 9 mai 1926.
L'installation du circuit est assez rudimentaire ; deux baraques en bois de part et d'autre de la route serviront de « tours » de chronométrage pendant que le public sera contenu derrière de simples barricades, ceci uniquement autour de la ligne d'arrivée. Ceci allait devenir le circuit de Chimay. Les épreuves qui s'y courent, deviendront rapidement populaires au point que même des épreuves de Formule 1 ou plutôt de leur équivalent dans l'ancien règlement d'avant-guerre s'y dérouleront. En règle générale, à partir de 1949 on ne courra plus qu'en Formule 2, Formule 3 et voitures de Sport.
Le plateau sera constitué de courses de motos le matin suivies des courses d'autos l'après-midi. Il sera plutôt fait appel à de bons amateurs pour ne pas avoir à payer trop de primes de départ.
Petit à petit les installations vont s'améliorer, le public sera repoussé au-delà des talus derrière des barrières, un tableau d'affichage permettra de communiquer les classements. En 1946, on verra poindre les premiers stands en constructions éphémères. Pour son vingt-cinquième anniversaire le circuit sera doté d'une véritable tour de contrôle.

## Épreuve de 1956: le drame
La Tojeiro-Bristol conduite par l'Anglais Chris Threlfall et la Maserati A6GCS du Suisse Maurice Caillet se télescopent durant le premier tour du Grand-Prix de 1956 à l'approche du virage de la Cavalerie, près du village de Salles à 6 km du départ. La Maserati, chargée de carburant, finit en flammes à l'extérieur de la courbe après avoir touché plusieurs spectateurs placés dans une zone interdite. On dénombrera cinq morts et plusieurs blessés. Maurice Caillet sera sérieusement brulé.

## Épreuve de 1972: nouveau drame
La Chevrolet Camaro du pilote belge Yvo Grauls alors en tête de la course s'encastre dans le remblai d'une ligne de chemin de fer masquée par une haie, après être sortie de la piste à la suite de la manœuvre d'une voiture plus lente qu'elle dépassait, Grauls sera tué dans l'accident. Cet événement dramatique sera une des causes de la limitation des courses de voiture à Chimay en 1974.

## Palmarès
| Année     | Vainqueur           | Voiture            | Catégories       | Résultats |
| --------- | ------------------- | ------------------ | ---------------- | --------- |
| 1929      | Goffredo Zehender   | Alfa Romeo 6C 1750 | Formule libre    | Résultats |
| 1930      | Georges de Marotte  | Salmson GP         | Grand prix       | Résultats |
| 1931      | Arthur Legat        | Bugatti Type 37A   | Formule libre    | Résultats |
| 1932      | Arthur Legat        | Bugatti Type 37A   | Voiturette       | Résultats |
| 1933      | Arthur Legat        | Bugatti Type 37A   | Voiturette       | Résultats |
| 1934      | Willy Longueville   | Bugatti Type 35B   | Voiturette       | Résultats |
| 1935      | Rudolf Steinweg     | Bugatti Type 51A   | Grand prix       | Résultats |
| 1936      | Eddie Hertzberger   | MG Magnette K3     | Voiture de sport | Résultats |
| 1937      | Hans Rüesch         | Alfa Romeo 8C-35   | Formule libre    | Résultats |
| 1938      | Maurice Trintignant | Bugatti Type 51    | Formule libre    | Résultats |
| 1939      | Maurice Trintignant | Bugatti Type 51    | Grand prix       | Résultats |
| 1940-1945 | Non couru           | Non couru          | Non couru        | Non couru |
| 1946      | Leslie Brooke       | ERA Type B         | Formule libre    | Résultats |
| 1947      | Prince Bira         | Maserati 4CL       | Formule libre    | Résultats |
| 1948      | Guy Mairesse        | Delahaye 135       | Formule libre    | Résultats |
| 1949      | Émile Cornet        | Veritas RS-BMW     | Formule 2        | Résultats |
| 1949      | Guy Mairesse        | Talbot-Lago T26C   | Formule 1        | Résultats |
| 1950      | Johnny Claes        | HWM-Alta           | Formule 2        | Résultats |
| 1951      | Johnny Claes        | Simca-Gordini T11  | Formule 2        | Résultats |
| 1952      | Paul Frère          | HWM-Alta           | Formule 2        | Résultats |
| 1953      | Maurice Trintignant | Simca-Gordini T16  | Formule 2        | Résultats |
| 1954      | Prince Bira         | Maserati 250F      | Formule 1        | Résultats |
| 1955      | Benoit Musy         | Maserati A6GCS     | Voiture de sport | Résultats |
| 1956      | Benoit Musy         | Maserati 300S      | Voiture de sport | Résultats |
| 1957      | Franco Bordoni      | Maserati 200SI     | Voiture de sport | Résultats |
| 1958      | Brian Naylor        | JBW-Maserati       | Voiture de sport | Résultats |
| 1959      | Mike Taylor         | Lotus 15           | Voiture de sport | Résultats |
| 1960      | Jack Lewis          | Cooper T45         | Formule 2        | Résultats |
| 1961      | John Love           | Cooper T56         | Formule Junior   | Résultats |
| 1962      | José Rosinski       | Cooper T59         | Formule Junior   | Résultats |
| 1963      | Jacques Maglia      | Lotus 22           | Formule Junior   | Résultats |
| 1964      | Non couru           | Non couru          | Non couru        | Non couru |
| 1965      | John Cardwell       | Brabham BT15       | Formule 3        | Résultats |
| 1966      | Martin Davies       | Brabham BT10       | Formule 3        | Résultats |
| 1967      | Peter Westbury      | Brabham BT21       | Formule 3        | Résultats |
| 1968      | Peter Westbury      | Brabham BT21B      | Formule 3        | Résultats |
| 1969      | Jean Blanc          | Tecno 69           | Formule 3        | Résultats |
| 1970      | David Purley        | Brabham BT28       | Formule 3        | Résultats |
| 1971      | David Purley        | Brabham BT28       | Formule 3        | Résultats |
| 1972      | David Purley        | Ensign LNF3        | Formule 3        | Résultats |

## Autres circuits automobiles historiques
- Circuit du lac d'Aix les Bains
- Circuit des nations de Genève
- Circuit des Platanes de Perpignan
- Circuit automobile de Comminges
- Circuit automobile des remparts d'Angoulême
- Circuit automobile d'Albi (Les Planques)
- Circuit automobile de Cadours
- Circuits de Nîmes